# Baltimore Ravens 2017
La stagione 2017 dei Baltimore Ravens è stata la 22ª della franchigia nella National Football League, la decima con John Harbaugh come capo-allenatore. La squadra ha migliorato il record di 8–8 della stagione precedente salendo a 9-7 ma ha mancato l'accesso ai playoff per il terzo anno consecutivo a causa di una sconfitta all'ultimo secondo contro i Cincinnati Bengals nell'ultimo turno.

## Scelte nel Draft 2017
| Scelte dei Ravens nel Draft 2017 |        |                    |       |                 |
| Giro                             | Scelta | Giocatore          | Ruolo | College         |
| 1                                | 16     | Marlon Humphrey    | CB    | Alabama         |
| 2                                | 47     | Tyus Bowser        | LB    | Houston         |
| 3                                | 74     | Chris Wormley      | DE    | Michigan        |
| 3                                | 78     | Tim Williams       | DE    | Alabama         |
| 4                                | 122    | Nico Siragusa      | G     | San Diego State |
| 5                                | 159    | Jermaine Eluemunor | OT    | Texas A&M       |
| 6                                | 186    | Chuck Clark        | S     | Virginia Tech   |

## Roster
| Roster dei Baltimore Ravens nel 2017 |
| --- |
| Quarterback - 5 Joe Flacco - 7 Ryan Mallett Running Back - 37 Javorius Allen - 42 Patrick Ricard FB/NT - 28 Terrance West - 39 Danny Woodhead Wide Receiver - 12 Michael Campanaro - 18 Jeremy Maclin - 10 Chris Moore - 11 Breshad Perriman - 17 Mike Wallace - 13 Chris Matthews Tight End - 86 Nick Boyle - 88 Vince Mayle - 82 Benjamin Watson - 87 Maxx Williams Offensive Linemen - 70 Tony Bergstrom C - 61 Luke Bowanko C - 71 Jermaine Eluemunor T - 77 Austin Howard T - 74 James Hurst T - 66 Ryan Jensen C - 79 Ronnie Stanley T - 73 Marshal Yanda G Defensive Linemen - 94 Carl Davis NT - 69 Willie Henry DT - 92 Bronson Kaufusi DE - 97 Michael Pierce NT - 96 Brent Urban DE - 98 Brandon Williams DT - 93 Chris Wormley DT Linebacker - 54 Tyus Bowser OLB - 53 Bam Bradley ILB - 51 Kamalei Correa ILB - 99 Matt Judon OLB - 57 C.J. Mosley ILB - 48 Patrick Onwuasor ILB - 90 Za'Darius Smith OLB - 55 Terrell Suggs OLB - 56 Tim Williams OLB Defensive Back - 24 Brandon Carr CB - 36 Chuck Clark FS - 43 Jaylen Hill CB - 29 Marlon Humphrey CB - 23 Tony Jefferson SS - 41 Anthony Levine SS - 27 Sheldon Price CB - 22 Jimmy Smith CB - 21 Lardarius Webb FS - 32 Eric Weddle FS Special Team - 46 Morgan Cox LS - 4 Sam Koch P - 9 Justin Tucker K Lista delle riserve - 35 Brandon Boykin CB (IR) - 30 Kenneth Dixon RB (IR) - 80 Crockett Gillmore TE (IR) - 60 Brandon Kublanow C (IR) - 72 Alex Lewis G (IR) - 50 Albert McClellan OLB (IR) - 67 Stephane Nembot T (IR) - 65 Nico Siragusa G (IR) - 84 Darren Waller TE (Sospeso) - 6 Tim White WR (IR) - 25 Tavon Young CB (IR) - 26 Maurice Canady CB (IR) Squadra di allenamento - 16 Quincy Adeboyejo WR - 34 Alex Collins RB - 38 Jeremy Langford RB - 47 Boseko Lokombo OLB - 81 Ryan Malleck TE - 33 Tony McRae CB - 44 Ricky Ortiz FB - 40 Reggie Porter CB - 76 Maurquice Shakir G - 68 Matt Skura C Roster aggiornato al 10 settembre 2017 53 attivi, 12 inattivi, 10 nella squadra di allenamento |
| Legenda - I rookie sono in corsivo. - Il primo ruolo è il principale mentre gli eventuali successivi indicano i ruoli secondari. - (IR) sta per Injured Reserve ed indica la lista ristretta per un solo giocatore infortunato che può tornare ad allenarsi dopo la settimana 6 e a rientrare in prima squadra dopo che questa ha giocato 8 partite. - (NF-Inj.) / (NF-Ill.) stanno rispettivamente per Non-Football Injured e Non-Football Illness ed indicano le liste dove viene inserito un giocatore che ha un infortunio o una malattia non dipendente dal football americano. - (PUP) sta per Physically Unable to Perform ed indica la lista dove viene inserito un giocatore mentre è in attesa di recuperare la condizione fisica. Nella stagione regolare dopo la sesta partita giocata dalla propria squadra, il giocatore ha tempo tre settimane per riprendere ad allenarsi, più tre settimane aggiuntive dal suo rientro agli allenamenti per rientrare in prima squadra. |

## Calendario

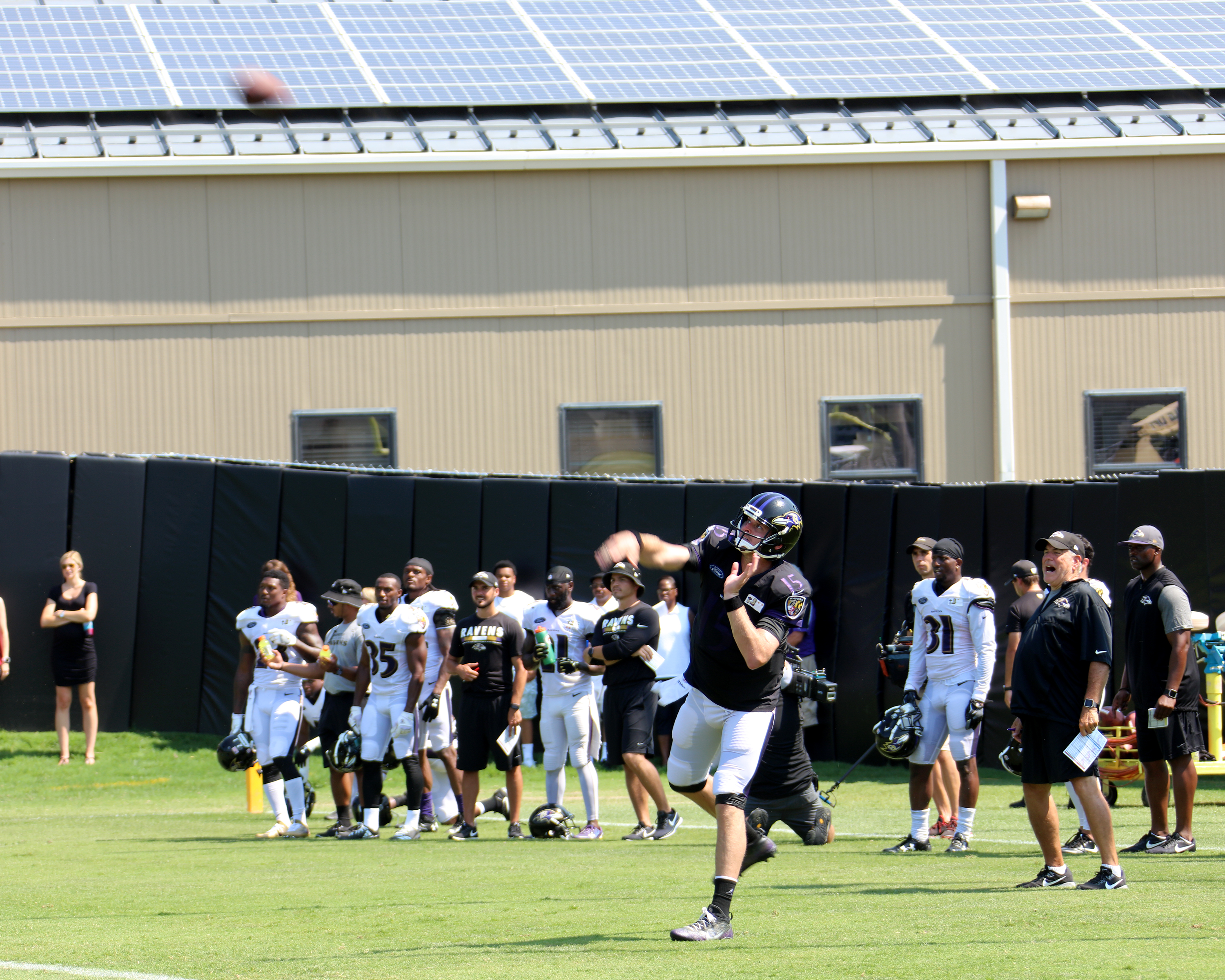
Il training camp 2017 dei Ravens

Il calendario della stagione è stato annunciato il 20 aprile 2017.
| Turno | Data               | Avversario              | Risultato          | Record             | Game site                       | NFL.com recap      |
| ----- | ------------------ | ----------------------- | ------------------ | ------------------ | ------------------------------- | ------------------ |
| 1     | 10/                | at Cincinnati Bengals   | V 20–0             | 1–0                | Paul Brown Stadium              | Recap              |
| 2     | 17/9               | Cleveland Browns        | V 24–10            | 2–0                | M&T Bank Stadium                | Recap              |
| 3     | 24/9               | at Jacksonville Jaguars | S 7–44             | 2–1                | Wembley Stadium (Londra)        | Recap              |
| 4     | 1/10               | Pittsburgh Steelers     | S 9–26             | 2–2                | M&T Bank Stadium                | Recap              |
| 5     | 8/10               | at Oakland Raiders      | V 30–17            | 3–2                | Oakland–Alameda County Coliseum | Recap              |
| 6     | 15/10              | Chicago Bears           | S 24–27 (DTS)      | 3–3                | M&T Bank Stadium                | Recap              |
| 7     | 22/10              | at Minnesota Vikings    | S 16–24            | 3–4                | U.S. Bank Stadium               | Recap              |
| 8     | 26/10              | Miami Dolphins          | V 40–0             | 4–4                | M&T Bank Stadium                | Recap              |
| 9     | 5/11               | at Tennessee Titans     | S 20–23            | 4–5                | Nissan Stadium                  | Recap              |
| 10    | Settimana di pausa | Settimana di pausa      | Settimana di pausa | Settimana di pausa | Settimana di pausa              | Settimana di pausa |
| 11    | 19/11              | at Green Bay Packers    | V 23–0             | 5–5                | Lambeau Field                   | Recap              |
| 12    | 27/11              | Houston Texans          | V 23–16            | 6–5                | M&T Bank Stadium                | Recap              |
| 13    | 3/12               | Detroit Lions           | V 44–20            | 7–5                | M&T Bank Stadium                | Recap              |
| 14    | 10/12              | at Pittsburgh Steelers  | S 38–39            | 7–6                | Heinz Field                     | Recap              |
| 15    | 17/12              | at Cleveland Browns     | V 27–10            | 8–6                | FirstEnergy Stadium             | Recap              |
| 16    | 23/12              | Indianapolis Colts      | V 23–16            | 9–6                | M&T Bank Stadium                | Recap              |
| 17    | 31/12              | Cincinnati Bengals      | S 27–31            | 9–7                | M&T Bank Stadium                | Recap              |

Note
- Gli avversari della propria division sono in grassetto.

## Premi individuali

### Pro Bowler
Tre giocatori dei Ravens sono stati convocati per il Pro Bowl 2018:
- C.J Mosley, linebacker, 3ª convocazione
- Terrell Suggs, outside linebacker, 7ª convocazione
- Eric Weddle, free safety, 5ª convocazione

### Premi settimanali e mensili
- Tyus Bowser

miglior rookie della settimana 2
- Matt Judon:

difensore della AFC della settimana 11
- Sam Koch:

giocatore degli special team della AFC della settimana 12
giocatore degli special team della AFC della settimana 15
- Justin Tucker

giocatore degli special team della AFC del mese di novembre
- Eri Weddle:

difensore della AFC della settimana 13